# 川崎堅雄
川崎 堅雄（川﨑、かわさき けんお、1903年12月18日 - 1994年5月19日）は、昭和時代の労働運動家。全労会議・同盟副書記長。

## 経歴
高知県吾川郡諸木村（現高知市）生まれ。1922年私立高知工業学校機械科を4年で中退。兵役を経て、1927年4月東京電燈（現・東京電力）に入社。同時に日本大学専門部法科に入学。1928年1月関東電気労働組合に入会、労働農民党に入党。東京電力争議、目蒲電鉄争議、東京電灯争議などに参加。同年8月に当局がでっち上げた「帝都暗黒陰謀事件」で東京電燈を懲戒解雇。1929年高知県下の王子製紙争議を指導後、地下活動に入る。同年7月日本共産党に入党、全協常任委員・共産党全協フラクション責任者。1930年1月共産党中央委員候補、東京地方委員。同年2月治安維持法違反で逮捕。懲役5年で入獄。佐野学・鍋山貞親に続き、1933年11月に獄中で転向、共産党を脱党。1934年に中尾勝男、西村祭喜が結成した一国社会主義研究会を獄中から指導。1937年4月出獄。1938年11月に緋田工、尾崎陞、岡本清一らと日本国体研究所を結成。1939年暮に緋田と運動路線をめぐって対立し、1940年1月に赤津益造、尾崎陞、岡本清一らと日本建設協会を結成、理事・組織部長。1941年10月から1943年山崎経済研究所所員。1943年9月から1945年9月日本造船に勤務。
1946年に竪山利忠、小堀正彦と勤労時報社を創設し、労組民主化運動推進のための理論雑誌『勤労時報』（翌年『組合運動』に改称、1951年まで）を発行。勤労時報社には金杉秀信、落合英一、竪山利文、宝樹文彦、室伏憲吾ら若い活動家が頻繁に出入りした。1948年時点で世界民主研究所（世民研）同人、のち理事。1951年9月民主労働運動研究会（民労研）の結成に参加、専従幹事。1953年2月全国民主主義労働運動連絡協議会（民労連）事務局に入り、機関紙を担当。1954年4月全日本労働組合会議（全労会議）の結成に参加、書記局員・書記次長。機関紙『全労』を担当。1962年全日本労働総同盟組合会議（組合会議）事務局次長を兼務。1964年11月全日本労働総同盟（同盟）の結成に参加、書記局員・書記次長・情報室長。機関紙『同盟新聞』、機関誌『同盟』に執筆し、論客として知られた。論説担当執行評議員を経て、1978年顧問。1983年1月同盟を退職。

## 人物
歴史学者の伊藤隆は「戦前の共産党、近衛新体制論者、戦後の民主的労働運動の理論的指導者」と評した。

## 著書
- 『階級主義運動の建設的克服』（日本国体研究所、1939年）
- 『新しき勞組運動はいかに鬪うか』（勤勞時報社［組合運動パンフレット］、1947年）
- 『民主的労働組合運動はいかにあるべきか』（述、極東出版社編、極東出版社［極研シリーズ］、1963年）
- 『民主的労働運動の基本的在り方』（極東出版社［極研シリーズ］、1965年）
- 『民主的労働運動と左翼労働運動の相違点』（極東出版社［極研シリーズ］、1972年）
- 『労働組合のこころといのち』（富士社会教育センター出版局［富士選書］、1973年）
- 『道標――民主的労働運動の基礎と方向』（教育局編、全日本労働総同盟［同盟新書］、1976年）
- 『川﨑堅雄著作選集――民主的労働運動発展の道しるべ』（川﨑堅雄著作選集刊行委員会、1978年）
- 『民主的労働運動の原点――人間解放への道』（執筆、同盟教育局編、全日本労働総同盟［同盟新書］、1980年）
- 『生き甲斐の火を点ずるもの――川崎堅雄の労働組合主義読本』（全国化学一般労働組合同盟編、全国化学一般労働組合同盟［全化同盟シリーズ］、1981年）
- 『同盟運動二十年のこころの軌跡』（同盟教育局編、全日本労働総同盟［同盟選書］、1983年）
- 『川崎堅雄遺稿集』（川崎鈴江、2000年）